# Tanghin-Goudry
Pour les articles homonymes, voir Tanghin.
Ne doit pas être confondu avec Tanghin-Gombogo.
Tanghin-Goudry est une commune rurale située dans le département de Ziniaré de la province de l'Oubritenga dans la région Plateau-Central au Burkina Faso.

## Santé et éducation
Le centre de soins le plus proche de Tanghin-Goudry est le centre de santé et de promotion sociale (CSPS) de Tanghin-Gombogo tandis que le centre médical avec antenne chirurgicale (CMA) se trouve à Ziniaré.